# Związek Rewizyjny Spółdzielni Ukraińskich
Związek Rewizyjny Spółdzielni Ukraińskich, (ukr. Rewizyjny Sojuz Ukrajinśkych Kooperatyw) w skrócie RSUK (do 1919 Krajowy Związek Rewizyjny) − związek rewizyjny stojący na czele ukraińskiego ruchu spółdzielczego  w latach 20. i 30., mającego na celu prowadzenie pracy o charakterze kulturalno-oświatowym, a w szczególności podniesienia poziomu kultury na wsi. 
Utworzony w 1903 jako Krajowy Związek Rewizyjny, obejmował terytorium Galicji Wschodniej, a w II Rzeczypospolitej tereny województw: lwowskiego, tarnopolskiego i stanisławowskiego. 
Obejmował centrale spółdzielcze: Towarzystwo Ubezpieczeń Wzajemnych "Dnister", Centralny Bank Spółdzielczy Krajowy Związek Kredytowy, Krajowy Związek Mleczarski Masłosojuz, Centrosojuz Związek Związków Spółdzielczych i spółdzielnie spożywców w miastach (Narodna Torhiwla). 
Centrali RSUK podlegały również terenowe Powiatowe Związki Spółdzielni (PSK). W roku 1921 RSUK zrzeszał 579 spółdzielni, w 1930 - już 3146. 1 stycznia 1937 obejmował 3097 spółdzielni, w tym 2116 spółdzielni zaopatrzenia i zbytu, 594 kredytowe, 136 mleczarskich i 124 spożywczych. 
Przewodniczącym Rady Krajowego Związku Rewizyjnego w latach 1904–1914 był Kost Łewycki, jego zastępcą Kost Pankiwśkyj. Głównymi działaczami związku w okresie międzywojennym byli Ostap Łucki i Julijan Pawłykowśkyj. 
Po agresji ZSRR na Polskę i aneksji wschodnich województw II Rzeczypospolitej przez ZSRR, w końcu 1939 RSUK został zlikwidowany przez władze sowieckie. Po ataku III Rzeszy na ZSRR w 1941 związek odtworzono w ograniczonym zakresie. Ostatecznie zlikwidowany w 1944 po ponownej okupacji Lwowa przez Armię Czerwoną.
Do roku 1939 RSUK był członkiem Międzynarodowego Związku Spółdzielczego.